# هری سالتر
هری سالتر (انگلیسی: Harry Solter؛ ۱۹ نوامبر ۱۸۷۳ – ۲ مارس ۱۹۲۰) یک کارگردان، هنرپیشه، و فیلم‌نامه‌نویس اهل ایالات متحده آمریکا بود.

## فیلم‌شناسی
از فیلم‌ها یا برنامه‌های تلویزیونی که وی در آن نقش داشته است می‌توان به آثار زیر اشاره کرد.
- رام کردن زن سرکش
- آوای وحش
- فریب
- رومئو و ژولیت
- شیطان
- قربانی